# Tyler Winklevoss
Tyler Howard Winklevoss, né le 21 août 1981, est un rameur olympique et homme d'affaires américain. Il est le fondateur de Winklevoss Capital Management et de la plateforme d'échange de cryptomonnaies Gemini.
Avec son frère jumeau Cameron Winklevoss, il est milliardaire en cryptomonnaies.

## Biographie

### Études et participation aux Jeux olympiques
Frère jumeau de Cameron Winklevoss, il bénéficie d'une éducation privilégiée. Il est le fils d'un professeur de mathématiques à la Wharton School, par ailleurs multimillionnaire. Il étudie à Oxford et Harvard.
Avec son frère, il poursuit en justice le fondateur de Facebook, Mark Zuckerberg, pour la somme de 65 millions de dollars, l'accusant d'avoir détourné leur idée de leur réseau social nommé HarvardConnection (renommé ensuite ConnectU (en)). En 2010, ils figurent parmi les principaux personnages du film inspiré de cette histoire, The Social Network.
Il est finaliste en deux de pointe sans barreur aux Jeux olympiques d'été de Pékin en 2008 avec son frère.
Il cofonde HarvardConnection (renommé plus tard ConnectU) aux côtés de son frère Cameron Winklevoss et d'un camarade d'Harvard, Divya Narendra.

### Entrepreneuriat
En 2012, Tyler et son frère Cameron fondent Winklevoss Capital Management, une entreprise investissant dans différentes classes d'actifs financiers, avec une spécialisation dans l'investissement dans les start-ups en phase de seed. L'entreprise à son siège dans le Flatiron District de New York. Ils font faillite[Quand ?] puis lancent Winklevoss Bitcoin Trust, renommé Gemini.
En 2013, lui et son frère achètent pour 11 millions de dollars de Bitcoin, faisant d'eux en 2017 les premiers milliardaires de cette crypto-monnaie.
En 2014, lui et son frère fondent Gemini, une plate-forme d'échange de crypto-monnaies qui permet à ses clients d'acheter, de vendre et de conserver des actifs digitaux. Il s'agit d'une "New York trust company", régulée par la SEC.
En 2017, ils gagnent leur premier milliard de dollars.
En 2023, les jumeaux possèdent 1,1 milliard de dollars, contre 66,7 pour Mark Zuckerberg.

## Filmographie
Sauf indication contraire, les informations mentionnées dans cette section peuvent être confirmées par la base de données cinématographiques IMDb,  présente dans la section « Liens externes ».
- 2015 : Silicon Valley (série TV) - 1 épisode (caméo dans son propre rôle)
- 2018 : Ocean's 8 de Gary Ross (caméo dans son propre rôle)
- 2021 : Heart of Champions de Michael Mailer (producteur délégué)
- 2023 : Dumb Money de Craig Gillespie (producteur délégué)